# Youfone
Youfone is een aanbieder van particuliere internet, televisie, mobiele en vaste telefonie abonnementen die actief is in Nederland en België. De van oorsprong Rotterdamse aanbieder is in 2008 opgericht door Valentijn Rensing en maakt voor zijn mobiele diensten gebruik van netwerken van KPN en Proximus. 

## Achtergrondinformatie
Op 23 september 2010 werd er een faillissement uitgesproken door de rechtbank in Rotterdam. Twee weken na deze uitspraak beleefde Youfone een doorstart.
28 maart 2017 werd Mobicross overgenomen. Met deze overname wordt Youfone actief op de vaste telefonie, internet en televisiemarkt.
Vanaf september 2017 biedt Youfone ook onder haar eigen naam DSL- en glasvezel-internet, -televisie en telefoondiensten aan. De OTT-televisiedienst is in samenwerking met Huawei opgezet.
In 2020 lanceert Youfone in samenwerking met Amino en 24i een nieuwe tv-dienst gebaseerd op Android TV. Youfone is de eerste aanbieder in Nederland die gebruikmaakt van Android TV.
Vanaf mei 2021 is Youfone actief op de Belgische markt. In eerste instantie worden alleen mobiele diensten aangeboden via het netwerk van Proximus. Op 15 april 2024 wijzigde de naam in België naar Yoin.

## Trivia
- Youfone was de hoofdsponsor van betaaldvoetbalclub Vitesse in het seizoen 2013/2014.[7]
- Tussen 2015 en 2017 verscheen Marcelino Wunderlich, een alter ego van Ruben Nicolai, in radio- en televisiereclames van Youfone.[8]
- Sinds 2019 is Ruben Nicolai weer terug in de gedaante van Marcelino Wunderlich in de televisiereclame van Youfone.[9]
- Overname zakelijke telecomdienstverlener Datri in 2020. [10]
- Start sponsoring Team DSM in 2022.[11]